# Jean-Pierre Aumont

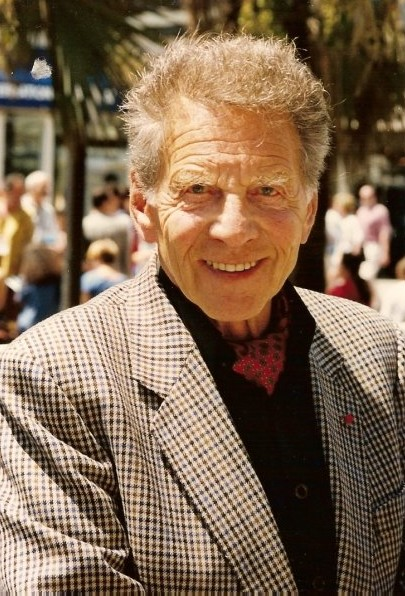
Jean-Pierre Aumont bei den Filmfestspielen von Cannes 1993

Jean-Pierre Aumont (* 5. Januar 1911 in Paris als Jean-Pierre Philippe Salomons; † 29. Januar 2001 in Saint-Tropez) war ein französischer Schauspieler und Drehbuchautor.

## Leben und Werk
Aumont wurde 1911 unter dem bürgerlichen Namen Jean-Pierre Philippe Salomons als Sohn von Alexandre Salomons, dem Eigentümer des Leinengeschäfts La Maison Du Blanc, und Suzanne Cahen geboren. Der Vater Aumonts, dessen Familie aus Holland kam, war Jude; seine Mutter war Französin und ebenfalls jüdischer Abstammung. Sein jüngerer Bruder war der Regisseur und Drehbuchautor François Villiers. Der Onkel seiner Mutter war der berühmte Schauspieler Georges Berr.
Im Alter von 16 Jahren begann Aumont wie seine Mutter am Conservatoire de Paris zu studieren. Bei seinem Erstauftritt auf der Theaterbühne war er 21 Jahre alt, ein Jahr später hatte er mit Jean de la Lune sein Filmdebüt. Seine wichtigste Rolle in seiner frühen Karriere erhielt er 1934, als Jean Cocteaus Theaterstück La Machine Infernale aufgeführt wurde.
Aumont blieb bis 1942 in Frankreich. Als er erkannte, dass er wegen seiner jüdischen Abstammung gezwungen war, vor den Nazis zu flüchten, floh er zunächst in ein Gebiet, das dem Vichy-Regime unterstand. Danach ging er nach New York und dann nach Hollywood, um seine Schauspielerkarriere fortzusetzen. Er begann bei Metro-Goldwyn-Mayer zu arbeiten. Jedoch war er nicht damit zufrieden, in den sicheren USA zu bleiben, während seine Landsleute in Europa um ihr Leben kämpften. Deshalb trat er, nachdem die Produktion des Films The Cross of Lorraine (den andere überzeugte Widerstandskämpfer, unter anderen Charles de Gaulle, sehr mochten) abgeschlossen war, den Force Françaises Libres bei.
Aumont wurde nach Nordafrika geschickt und beteiligte sich dort an der Operation Torch, besonders in Tunesien. Danach nahm er an den Feldzügen der alliierten Truppen in Italien und Frankreich teil. Während des Krieges wurde Aumont zweimal ernsthaft verwundet. Die erste Verletzung erlitt er bei einer Mission, an der auch sein Bruder beteiligt war. Jedoch war die zweite Verwundung wesentlich schwerer als die erste. Aumonts Jeep explodierte in der Nähe einer verminten Brücke. Wegen seiner außerordentlichen Tapferkeit erhielt er die Ehrenlegion und das Croix de guerre.
Wieder in Hollywood, ehelichte Aumont die dominikanische Schauspielerin Maria Montez. Mit ihr stand er gemeinsam in dem Erstlingswerk seines Bruders Die Hafenbar von Marseille im Jahre 1948 vor der Kamera. Aus der Ehe mit ihr stammt die Schauspielerin Tina Aumont. Maria Montez ertrank am 7. September 1951 in der Villa der Familie in Suresnes, vermutlich nach einem Herzanfall. Aumont arbeitete auch nach dem Tod seiner Frau weiterhin als Schauspieler. Er spielte den Zauberer in dem äußerst erfolgreichen Film Lili mit Leslie Caron. Im Jahre 1956 heiratete er die italienische Schauspielerin Marisa Pavan. Das Paar spielte auch in einem Film zusammen, in John Paul Jones, in dem Pavan die Hauptrolle spielte. Aumont hatte nur einen Cameo-Auftritt als Ludwig XVI. Das Ehepaar ließ sich 1962 scheiden, fand aber eine Weile später wieder zusammen. Aus der Verbindung gingen die Söhne Jean-Claude und Patrick hervor.
Aumont setzte die Arbeit mit zahlreichen berühmten Schauspielern und Regisseuren fort. In den 1960er Jahren spielte er in zahlreichen Broadway-Produktionen mit. 1989 wurde eines seiner letzten Werke, A Tale of Two Cities, veröffentlicht. Zwei Jahre später wurde er mit dem Ordre des Arts et des Lettres und dem César ausgezeichnet. Aumont war zudem Drehbuchautor.
Als Jean-Pierre Aumont 2001 kurz nach seinem 90. Geburtstag an einer Herz-Kreislauf-Erkrankung starb, war er einer der am häufigsten ausgezeichneten französischen Schauspieler des 20. Jahrhunderts. Er ist auf dem Friedhof Père-Lachaise in Paris begraben.

## Filmografie
- 1931: Jean de la Lune
- 1931: Échec et mat Jacques
- 1932: Faut-il les marier?
- 1933: Dans les rues Jacques
- 1933: Un jour viendra
- 1933: La Merveilleuse tragédie de Lourdes Georges
- 1933: Ève cherche un père
- 1934: Lac aux dames
- 1934: Le Voleur
- 1934: Menschen im Norden (Maria Chapdelaine)
- 1935: Schwarze Augen (Les Yeux noirs)
- 1935: Blutsbrüder 1918 (L’Équipage)
- 1935: Sylvie (Die schönen Tage) (Les Beaux jours)
- 1936: Taras Bulba (Tarass Boulba)
- 1936: La Porte du large
- 1936: Le Messager
- 1936: La Femme du bout du monde
- 1936: Chéri-Bibi
- 1937: Ein sonderbarer Fall (Drôle de drame)
- 1937: Mama Kolibri (Maman Colibri)
- 1937: Weiße Fracht für Rio (Cargaison Blanche)
- 1938: Hôtel du Nord
- 1938: Le Paradis de Satan
- 1938: Belle Étoile
- 1939: Le Déserteur
- 1939: S.O.S. Sahara
- 1943: Assignment in Brittany
- 1943: The Cross of Lorraine
- 1946: Heartbeat
- 1947: Lied des Orients (Song of Sheherazade)
- 1948: Le Premier Gentleman
- 1949: Die Hafenbar von Marseille (Hans le marin)
- 1949: Die Herrin von Atlantis (Siren of Atlantis)
- 1949: Golden Arrow
- 1949: L’Homme de joie
- 1949: L’Amant de paille
- 1951: Die Rache des Korsaren (La vendetta del corsaro)
- 1951: La Dernière Rencontre
- 1952: Les loups chassent la nuit
- 1952: Moineaux de Paris
- 1953: Lili
- 1954: Das Zigeunermädchen von Sebastopol (Charge of the Lancers)
- 1954: Versailles – Könige und Frauen (Si Versailles m’était conté)
- 1954: Dix-huit heures d’escale
- 1955: Napoleon (Napoléon)
- 1955: Mademoiselle de Paris
- 1956: Die Männer um Hilda Crane (Hilda Crane)
- 1957: Hongkong war ihr Schicksal (The Seventh Sin)
- 1957: John Paul Jones
- 1960: So Help Me, Aphrodite (Fernsehfilm)
- 1960: Le Général ennemi
- 1961: La Blonde de Buenos Aires
- 1961: Der Teufel kommt um 4 (The Devil at 4 O'Clock)
- 1961: Le Puits aux trois vérités
- 1962: Les Sept Péchés capitaux (Episode: L’Orgueuil)
- 1962: Die dritte Dimension (Le Couteau dans la plaie)
- 1962: Toujours le dimanche
- 1962: Le Carnaval du Crime
- 1963: Ferien in Portugal (Vacances portugaises)
- 1963: Das Schaukelpferd (Horse without a head) (Fernsehfilm)
- 1965: Il était une fois un tracteur
- 1967: Les Chevaliers du ciel (Fernsehserie)
- 1969: Das Schloß in den Ardennen (Castle Keep)
- 1970: Le Collectioneur de cadavres
- 1970: La Pomme de son œil (Fernsehfilm)
- 1971: L’Homme au cerveau greffé
- 1971: Biribi – Hölle unter heißer Sonne (Biribi Général)
- 1971: Comme il vous plaira (Fernsehfilm)
- 1972: Joyeux chagrins (Fernsehfilm)
- 1973: Die amerikanische Nacht (La Nuit américaine)
- 1974: Zwei Missionare (Porgi l’altra guancia)
- 1975: Le Joyeux Prostitué
- 1975: Eine Katze jagt die Maus (Le Chat et la souris)
- 1975: Catherine & Co (Catherine et Cie)
- 1975: Mahagoni (Mahogany)
- 1976: Ganze Tage in den Bäumen (Des journées entières dans les arbres)
- 1977: Rendez-vous en noir (Fernsehserie)
- 1978: Et la terreur commence
- 1978: Deux Solitudes
- 1978: La Corde au cou (Fernsehserie)
- 1979: Paris-Vichy (Fernsehfilm)
- 1979: Presque au paradis
- 1979: The French Atlantic Affair (Fernsehserie)
- 1979: Beggarman, voleur (Fernsehfilm)
- 1980: La Mémoire d’Eva Ryker (Fernsehfilm)
- 1980: Zeit für Wunder (Un temps pour les miracles) (Fernsehfilm)
- 1981: Kinder für das Vaterland (Allons z’enfants)
- 1980: Carte Vermeil (Fernsehfilm)
- 1980: Arcole ou la terre promise (Fernsehserie)
- 1980: La Maison hantée
- 1982: Hart aber herzlich (Folge Familienbande) als Andrew Thomas/Claude
- 1982: Emmenez-moi au théâtre: Le fleuve étincellant (Fernsehfilm)
- 1982: Nana
- 1983: Quelques hommes de bonne volonté (Fernsehserie)
- 1983: Les Beaux Quartiers (Fernsehfilm)
- 1983: La Java des ombres
- 1984: Das Blut der Anderen (Le sang des autres)
- 1984: L’Âge vermeil (Fernsehserie)
- 1985: Coup de soleil (Fernsehfilm)
- 1985: Blick in den Spiegel (Regard dans le miroir, Fernsehmehrteiler)
- 1986: On a volé Charlie Spencer!
- 1986: Doux pays
- 1986: Péchés (Fernsehserie)
- 1986–1987: Johnny Monroe (Fernsehfilm)
- 1986: Melba (Fernsehserie)
- 1988: Les Moulins des dieux (Fernsehfilm)
- 1986: Cinéma (Fernsehserie)
- 1988: Zwei Witwen für eine Leiche (À notre regrettable époux)
- 1989: Une histoire de deux villes (Fernsehserie)
- 1989: Le Français libre
- 1989: Erlesene Kreise (Les grandes familles) (Fernsehserie)
- 1989: Les Millionnaires du jeudi (Fernsehserie)
- 1990: Los Mares del sur
- 1991: Colette
- 1991: Ein Stern für zwei (Une étoile pour deux)
- 1991: Das letzte Wort (Le Dernier mot) (Fernsehfilm)
- 1991: Crimes et jardins (Fernsehfilm)
- 1993: Senso (Fernsehfilm)
- 1994: Giorgino
- 1995: Jefferson in Paris
- 1996: Le Propriétaire

## Drehbuchautor
- 1949: Die Hafenbar von Marseille (Hans le marin) (Dialog)
- 1956: Un beau dimanche (Fernsehserie)
- 1956: ITV Television Playhouse (Fernsehreihe, eine Folge)
- 1966: Un beau dimanche (Fernsehfilm)
- 1979: Le Petit théâtre d’Antenne 2 (Fernsehserie, eine Folge)